# Omołon (wieś)
Omołon (ros. Омолон) - wieś w Rosji, w Rejonie biblińskim, w Czukockim Okręgu Autonomicznym. W 2010 roku we wsi mieszkało 873 mieszkańców.